# Эксперимент Д. Даттона и А. Арона 1974 года
Эксперимент Д. Даттона и А. Арона 1974 года —  тест, проведенный социальными психологами из Университета Британской Колумбии, с целью продемонстрировать ошибочную атрибуцию возбуждения. Впервые эксперимент был описан в статье «Некоторые доказательства повышенной сексуальной привлекательности в условиях повышенной тревожности» (англ. Some evidence for heightened sexual attraction under conditions of high anxiety)
Эксперимент «Высокий мост» основан на «Двухфакторной теории эмоций», и он же является её подтверждением. «Двухфакторная теория эмоций» была разработана и представлена американским социальным психологом Стенли Шехтером (1962). Данная теория гласит о том, что возникновение чувств можно представить как совокупность физиологического возбуждения и последующей когнитивной интерпретации этого физического возбуждения.

## Описание эксперимента
Испытуемыми для эксперимента должны были стать только мужчины. Для его проведения были выбраны 2 моста над рекой Капилано в Британской Колумбии. Между ними было большое различие: первый «экспериментальный» находился над каньоном, был подвесным и ненадежным, второй же, «контрольный» проходил через узкую часть реки и не имел свойства раскачиваться.
Эксперимент начинался тогда, когда у выхода с мостов, испытуемых встречал интервьюер: мужчина или женщина. Молодая девушка подходила к мужчинам и просила их заполнить анкету якобы для её проекта по психологии «О влиянии живописных достопримечательностей на творческое самовыражение». Анкета содержала в себе вопросы общего характера: возраст, образование и т. д., и также инструкции и изображения, взятые из тематического апперцептивного теста Г. Мюррея и К. Морган (1943).
После заполнения анкеты интервьюер благодарил за содействие. Далее девушка-интервьюер отрывала край бумаги от анкеты, записывала на нём свой номер телефона и предлагала испытуемому подробнее рассказать о результатах эксперимента, если он того хочет. Интервьюер на «экспериментальном» и «контрольном» мостах представлялись разными именами, чтобы впоследствии избежать путаницы. Аналогичная процедура проводилась и мужчиной-интервьюером.

## Результаты

### Проверка на возбуждение
Помимо испытуемых, дополнительно было опрошено 30 мужчин, соответствовавших критериям эксперимента с целью выявить уровень возбуждения на «экспериментальном» и «контрольном» мостах. Им были заданы следующие вопросы: «Насколько Вы будете испуганы, когда пересечете этот мост?» и «Насколько Вы были напуганы, пересекая мост?». Ответы оценивались по 100-балльной шкале, где 100 — «крайне напуган», а 1 — «вообще не напуган». Результаты были следующие: на первый вопрос опрашиваемые на «экспериментальном» мосту дали среднюю оценку в 79 баллов, в то время как на «контрольном» мосте оценка была 18 баллов по той же шкале. Что касается второго вопроса, то мужчина на «экспериментальном» мосту дали оценку в 64 балла, а на «контрольном» мосту в 3 балла. Отсюда можно сделать вывод, что опрашиваемые, которые проходили через «экспериментальный» мост ощущали большее возбуждение, нежели мужчины, которые проходили через «контрольный» мост.

### Результаты тематического апперцептивного теста
Анкеты испытуемых были оценены для выявления сексуального содержания, которое оценивалось по пятибалльной шкале.
В случае с мужчиной-интервьюером из 51 испытуемых 23 согласились заполнить анкету, в то время как на «контрольном» мосту дали согласие на участие 22 человека из 42. 5 анкет оказались недействительны. Оставшиеся анкеты получили следующие средние баллы: 0,81 на «экспериментальном» мосту и 0,61 на «контрольном».
В отличие от мужчины-интервьюера, девушка получила результаты, подтверждающие гипотезу социальных психологов.
Всего из 33 мужчин на «экспериментальном» мосту анкету согласились заполнить 23, на «контрольном» — 22. 7 оказались недействительными. Оставшиеся анкеты были отданы на проверку специалистам по ТАТ. Важно отметить, что проверяющие не знали, с какого именно моста была та или иная анкета.
Таким образом, средний балл мужчин с «экспериментального» моста был 2,47, а с «контрольного» — 1,41. Отсюда следует, что испытуемые интерпретировали возбуждение от страха как сексуальное возбуждение.

### Поведенческие данные
Исследование выяснило, что мужчины, которые проходили через «экстремальный» мост испытывали бо́льшее возбуждение, нежели те, что проходили через «контрольный», в том числе они были более склонны к тому, чтобы позвонить девушке-интервьюеру, и в их анкетах содержалось больше сексуального подтекста. Данные результаты подтверждают ошибочную атрибуцию возбуждения, которая гласит о том, что испытуемые неправильно интерпретировали своё возбуждение от страха: перенесли его в чувство сексуального возбуждения по отношению к девушке-интервьюеру.

## Критика
Впоследствии исследования Д. Даттона и А. Арона все чаще подвергались критике, так как оно было основано на «Двухфакторной теории эмоций». Маршал (1976) и Филипп Зимбардо (1979) провели последующие эксперименты, основанные на данной теории, которые так и не увенчались успехом, и даже приводили испытуемых в отрицательное состояние, вне зависимости от того, были ли первоначальные условия положительными или отрицательными. Позднее Кристина Маслач (1979) также провела эксперимент, основанных на «Двухфакторной теории эмоций». Результатом стало то, что при отсутствии объяснения возбуждения, испытуемые испытывают отрицательные эмоции: либо страх, либо гнев.